# Линна, Эдвард
Э́двард Фе́рдинанд Ли́нна (фин. Edvard Ferdinand Linna; 26 августа 1886, Санкт-Михель — 30 декабря 1974, Хельсинки) — финский гимнаст, бронзовый призёр летних Олимпийских игр 1908.
На Играх 1908 в Лондоне Линна участвовал только в командном первенстве, в котором его сборная заняла третье место.